# مقاطعة شيلكيل (بنسلفانيا)
مقاطعة شيلكيل (بالإنجليزية: Schuylkill County, Pennsylvania)‏ هي إحدى مقاطعات ولاية بنسلفانيا في الولايات المتحدة. بلغ عدد سكانها 148289 نسمة في عام 2010 حسب إحصاء مكتب تعداد الولايات المتحدة.

## أعلام
- تشارلز براون
- جيمس إيرفين

## وصلات خارجية
- www.co.schuylkill.pa.us